# Бессиле, Лоик
Лои́к Антони́ Бессиле́ (фр. Loïc Anthony Bessilé; род. 19 февраля 1999, Тулуза, Франция) — тоголезский и французский футболист, защитник клуба «Тренчин» и сборной Того.

## Карьера
Родился в Тулузе. В 2009 году перешёл в структуру одноимённого футбольного клуба. В 2016 году перешёл во вторую команду клуба. В 2019 году стал игроком второй команды «Бордо», а ровно через год игроком основной команды. Дебют в Лиге 1 состоялся весной 2021 года в матче с клубом «Реймс».
В августе 2021 года стал игроком «Шарлеруа».

## Карьера в сборной
Был вызван в сборную Франции до 16 лет в марте 2015 года. Дебютировал на международном уровне в товарищеском матче с Бельгией (до 16 лет), где отличился забитым мячом на и что принес французам победу. Играл в сборных до 17 и 18 лет.
В 2020 году впервые сыграл за сборную Того. В октябре того же 2020 года вышел в основном составе в матче со сборной Судана. В ноябре сыграл в квалификации Кубка Африканских Наций против сборной Египта.